# Bertrand III de Cardaillac
Pour les articles homonymes, voir Cardaillac (homonymie).
Pour les autres membres de la famille, voir Famille de Cardaillac (Cardaillac).
Bertrand III de Cardaillac est un chevalier et administrateur gascon du XIIIe siècle. Né vers 1241 et mort vers 1282, il sert le roi d'Angleterre comme sénéchal de Gascogne, du Limousin, du Quercy et du Périgord.

## Biographie
La famille de Cardaillac dont est issu Bertrand a pour fief principal le village de Cardaillac dans le Quercy. Bertrand est le fils aîné de Hugues III de Cardaillac et de Soubirane de La Roche.
Il est titré baron de Cardaillac, seigneur de Bioule, de Saint-Cirq-Lapopie, de Lacapelle-Marival, de Monsalès, de Corn, de Rudelle, de Camboulit, d'Aujols, de Val-Fages et de Saint-Maurice, co-seigneur de Thémines. Il épouse Almodis, une fille du comte de Périgord ; leur fils et héritier se nomme aussi Bertrand.